# Vincenzo Rimedio

Wappen von Vincenzo Rimedio

Vincenzo Rimedio (* 5. Dezember 1927 in Soriano Calabro) ist Altbischof von Lamezia Terme.

## Leben
Vincenzo Rimedio empfing am 22. Juli 1951 die Priesterweihe. Johannes Paul II. ernannte ihn am 4. September 1982 zum Bischof von Lamezia Terme.
Der Bischof von Mileto und Nicotera-Tropea, Domenico Tarcisio Cortese OFM, spendete ihm am 28. Oktober desselben Jahres die Bischofsweihe; Mitkonsekratoren waren Vincenzo De Chiara, emeritierter Bischof von Mileto und Nicotera-Tropea, und Giuseppe Agostino, Bischof von Crotone und Erzbischof von Santa Severina.
Am 24. Januar 2004 nahm Papst Johannes Paul II. sein altersbedingtes Rücktrittsgesuch an.